# 埃布羅 (明尼蘇達州)
埃布羅（英語：Ebro）是位於美國明尼蘇達州清水縣福爾克鎮區的一個普查規定居民點。

## 人口
根據2020年美國人口普查的數據，埃布羅的面積為2.27平方千米，當中陸地面積為2.27平方千米，而水域面積為0.00平方千米。當地共有人口50人，而人口密度為每平方千米22.03人。